# Hans Rothenberg
Hans Claeson Rothenberg, född 23 oktober 1961 i Örgryte församling i Göteborg, är en svensk politiker (moderat). Han var ordinarie riksdagsledamot mellan 2006 och 2022, invald för Göteborgs kommuns valkrets.

## Biografi
Rothenberg är till yrket affärsutvecklare.
Under 1980- och 1990-talen ansvarade Rothenberg för Moderaternas närradio i Göteborg och har därtill haft ett mångårigt engagemang i Moderata ungdomsförbundet.
Han var fram till 2011 förste vice förbundsordförande för Moderaterna i Göteborg och har ett förflutet som kommun- och regionpolitiker i Göteborgs kommun respektive Västra Götalandsregionen.

### Riksdagsledamot
Rothenberg var riksdagsledamot från valet 2006 till valet 2022. I riksdagen var han ledamot i näringsutskottet 2006–2018. Han är ledamot i utrikesutskottet sedan 2018, ledamot i Riksdagens överklagandenämnd sedan 2014 och ledamot i styrelsen för Stiftelsen Riksbankens jubileumsfond sedan 2020. Han är eller har varit suppleant i bland annat EU-nämnden, finansutskottet, försvarsutskottet, kulturutskottet, näringsutskottet, utbildningsutskottet och Riksdagens överklagandenämnd.
I november 2009 uppmärksammades han i media för ett filmklipp han lagt ut på Youtube där han symboliskt beskriver Moderaterna i form av ett drinkrecept.[källa behövs]